# Коммунистическая партия — оппозиция
Коммунисти́ческая па́ртия — Оппози́ция, КПО (нем. Kommunistische Partei — Opposition или KPD-Opposition, KPD (Opposition); KPD-O, KPDO, KPO) — левая политическая организация в Германии, действовавшая в 1929—1939 годах. Поддерживала Правую оппозицию в ВКП(б). Входила в Международную коммунистическую оппозицию.

## Создание КПО: 1929
Будущая КПО представляла собой Правую оппозицию в компартии Германии. Лидерами «правых» в КПГ являлись Генрих Брандлер и Август Тальгеймер, возглавлявшие партию в 1921—1923 годах. Левой частью КПГ Брандлер и Тальгеймер подверглись критике за провал революционного выступления в ноябре 1923 года. В 1928 году они поддержали оппозицию в ВКП(б) во главе с Бухариным, Рыковым и Томским.
В 1929 году Брандлер, Тальгеймер, Пауль Фрёлих, Якоб Вальхер, Альфред Шмидт и другие лидеры правых были исключены из КПГ. После исключения они создают организацию, названную «Коммунистическая партия — Оппозиция». В КПО засчитывалось в тот момент около 1000 членов. Однако в последующие годы КПО, также как и Левая оппозиция КПГ, не смогла найти серьёзную поддержку как среди членов и сторонников сталинистской компартии, так и вне её. КПО выставляла своих кандидатов на выборах только на местном уровне в Тюрингии в декабре 1929 года, получив только 12 тысяч голосов; на остальных выборах она поддерживала кандидатов от КПГ.
С 17 ноября 1928 года до конца 1935 года (легально до 25 февраля 1933 года) партия выпускала газету «Против течения» («Gegen den Strom») 1 раз в неделю объёмом до 8 полос. Газета не имела собственных корреспондентов и информаторов в СССР.
КПО активно участвовала в профсоюзном движении. Это отличало её от КПГ, начавшей с 1929 года проводить ультралевую политику т. н. «третьего периода» и создавать независимые от социал-демократических «красные» профсоюзы. Кроме того, отказ от сотрудничества КПГ с социал-демократами в рамках единого фронта, сделал эту тактику важным пропагандистским элементом в деятельности КПО. Рассматривая перспективу прихода к власти фашистов, сторонники Брандлера активно проводят агитацию в поддержку единого фронта. Это не приносит им ощутимого усиления их влияния. Однако в самой СДПГ происходит усиление левых тенденций, что выражается в отколе от неё группы, создавшей в 1931 году Социалистическую рабочую партию Германии (СРПГ).
После образования СРПГ часть КПО считает необходимым объединиться с новой организацией. В результате внутренней дискуссии сторонники объединения с СРПГ составляют меньшинство во главе с Паулем Фрёлихом и Якобом Вальхером. Большинство организации поддерживает Брандлера и Тальгеймера. Фрёлих и Вальхер отказываются признать решения, принятые на четвёртой конференции КПО в январе 1932 года. В итоге, они исключается из КПО и присоединяются к СРПГ.

## Приход нацистов к власти: 1933
В 1933 году КПО уходит в подполье во избежание преследований. В апреле 1934 года часть организация проводит конференцию в Дании. В 1935 году конференции проходят в нескольких городах Германии, включая Веймар и Йену. К середине 1930-х годов национальная организация КПО в Германии перестает функционировать. Деятельность организации с этого времени осуществляется только за границей, в эмиграции, и в Саарской области, которая находится под контролем французской администрации. В 1935 году в Сааре проходит референдум об воссоединении с Германией. КПО тогда призывало голосовать за создание на территории области советской республики (нем. Räterepublik) и против объединения с нацистской Германией. Это отличало её позицию от позиции КПГ, выступавшей за продолжение контроля над областью со стороны Франции.
В изгнании руководство КПО находилось в Париже. Там же продолжал издаваться журнал «Gegen den Strom». По многим пунктам организация поддерживает линию Коминтерна и Сталина. Однако ситуация меняется после начала гражданской войны в Испании и политических репрессий. Ряд активистов КПО отправляется в Испанию и воюет в составе интернациональных бригад. Многие из них подвергаются репрессиям и разделяют судьбу активистов ПОУМ.
В это же время в КПО появляется тенденция, выступающая против какой-либо поддержки сталинизма. В 1939 году несколько основателей покидают КПО и создают Международную марксистскую группу (нем. Gruppe Internationale Marxisten). После поражения Франции в 1940 году руководство КПО вновь эмигрирует, и организация фактически перестает действовать.
Некоторые члены организации еврейского происхождения эмигрирует в 1930-е годы в Палестину. Там они начинают взаимодействовать с различными ультралевыми политическими организациями. Итогом становится создание в конце 1930-х годов Революционной коммунистической лиги, установившей связи с Четвертым интернационалом.

## Окончание войны
Ведущие деятели КПО, Брандлер и Тальгеймер, во время войны находились на Кубе. Судьба их по окончании войны различна. Тальгеймер скончался на Кубе в сентябре 1948 года. Брандлер вернулся в Германию и в Гамбурге руководил небольшой организацией под названием Группа рабочей политики (нем. Gruppe Arbeiterpolitik), идеологически являвшейся преемницей КПО.